# Miecz dwuręczny

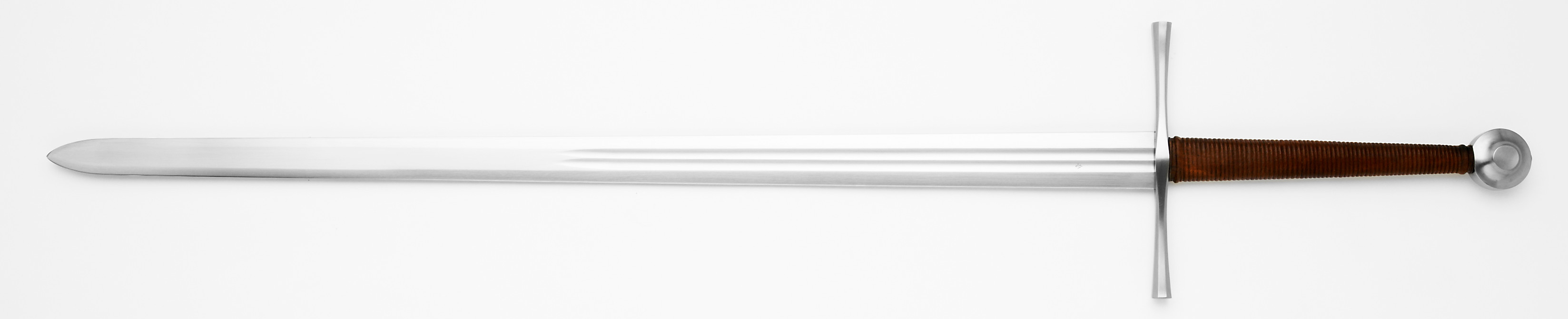
Średniowieczny miecz dwuręczny

Miecz dwuręczny (niem. Zweihänder, fr. espadon, ang. Great sword) – typ miecza charakteryzujący się dwuręcznym chwytem rękojeści. W Europie rozwinął się w pełni na przełomie średniowiecza i renesansu. Był bronią piechoty. Prekursorami którzy posługiwali się tą bronią byli Szwajcarzy, od których następnie przejęli je m.in. landsknechci.

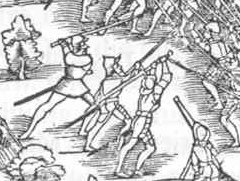
Grafika z 1548 roku przedstawiająca użycie miecza dwuręcznego przeciw żołnierzom z pikami podczas drugiej wojny kappelskiej

Od mieczy jednoręcznych i mieczy długich, oprócz sposobu trzymania, różni się większymi rozmiarami i masą (do 4,5 kg). Często, zwłaszcza w późniejszych modelach, rozbudowywany był jelec, a na głowni tworzono tzw. ricasso, czyli podkrzyże, tj. dodatkowe miejsce chwytu, tuż pod jelcem. Dawało ono możliwość walki na mniejszym dystansie, ale dłoń stawała się o wiele bardziej narażona na obrażenia. Ażeby to wyeliminować w odległości kilkunastu centymetrów od jelca dodawano tzw. haki, pazury. W dodatku, przy chwycie za podkrzyże, miecz zyskiwał równocześnie w dużym stopniu na szybkości, lecz tracił na sile ciosu.
Miecze dwuręczne były wykorzystywane jako reprezentacyjna broń gwardii pałacowych. Wykonywano dla nich specjalne, bogato zdobione egzemplarze, które nierzadko charakteryzowała duża masa. Być może to one stały się osnową dla powstania istniejącego do niedawna w historii przekonania o niesamowitym ciężarze mieczy bojowych.